# Music from Chasing Happiness
Music from Chasing Happiness es el primer álbum recopilatorio y tercer álbum de banda sonora de la banda estadounidense de pop-rock Jonas Brothers. Fue lanzado a través de Republic Records el 9 de mayo de 2019. Contiene dieciséis de sus canciones más exitosas grabadas a lo largo de su carrera, así como éxitos en solitario de Nick Jonas, con su banda paralela Nick Jonas & The Administration, así como canciones en solitario de Joe Jonas y su banda, DNCE.
El álbum fue lanzado para acompañar el documental de Amazon Prime Video del mismo nombre, que sigue a la banda durante su reunión de 2019 y narra sus vidas a través de la separación de la banda y el proceso creativo de desarrollo de su álbum, Happiness Begins.
El 12 de julio de 2019, se lanzó una versión física exclusivamente a través de Amazon. Esta versión contiene una canción original, Jersey, y una interpretación en vivo de su éxito número uno Sucker.

## Antecedentes
La compilación se lanzó como complemento de la película original de Amazon Prime Video de los Jonas Brothers, Chasing Happiness. Se puso a disposición en CD, streaming y descarga digital un mes antes del estreno del documental, el 4 de junio de 2019.

## Lanzamiento
El álbum se lanzó inicialmente como una exclusiva digital y de streaming de quince canciones, y su lanzamiento precedió al documental homónimo. El 12 de julio de 2019, se reeditó en plataformas digitales, además de una versión física en CD que se lanzó el mismo día.

## Lista de canciones

### Edición digital[13]
| Music from Chasing Happiness track listing |                                                              |                 |          |  |
| N.º                                        | Título                                                       | Producer(s)     | Duración |  |
| 1.                                         | «Please Be Mine» (de It's About Time)                        | Michael Mangini | 3:13     |  |
| 2.                                         | «S.O.S» (de Jonas Brothers)                                  | John Fields     | 2:33     |  |
| 3.                                         | «Mandy» (de It's About Time)                                 | Mangini         | 2:48     |  |
| 4.                                         | «Year 3000» (Busted cover, de It's About Time)               | Mangini         | 3:21     |  |
| 5.                                         | «Hold On» (de Jonas Brothers)                                | Fields          | 2:45     |  |
| 6.                                         | «Lovebug» (de A Little Bit Longer)                           | Fields          | 3:40     |  |
| 7.                                         | «Burnin' Up» (de A Little Bit Longer)                        | Fields          | 2:54     |  |
| 8.                                         | «I Am What I Am» (de It's About Time)                        | Mangini         | 2:10     |  |
| 9.                                         | «6 Minutes» (LFO cover, from It's About Time)                | Mangini         | 3:06     |  |
| 10.                                        | «Goodnight and Goodbye» (de Jonas Brothers)                  | Fields          | 2:31     |  |
| 11.                                        | «Video Girl» (de A Little Bit Longer)                        | Fields          | 2:53     |  |
| 12.                                        | «Rose Garden» (Nick Jonas & The Administration, de Who I Am) | N. Jonas        | 3:34     |  |
| 13.                                        | «Just in Love» (Joe Jonas con Lil Wayne, de Fastlife)        | Rob Knox        | 3:27     |  |
| 14.                                        | «Cake By The Ocean» (DNCE, de DNCE)                          | Mattman & Robin | 3:39     |  |
| 15.                                        | «Jealous» (Nick Jonas, de Nick Jonas)                        | Sir Nolan       | 3:43     |  |
| 46:24                                      |                                                              |                 |          |  |

| Music from Chasing Happiness – Physical edition and digital reissue |                                              |             |          |  |
| N.º                                                                 | Título                                       | Producer(s) | Duración |  |
| 16.                                                                 | «Jersey»                                     | N. Jonas    | 3:12     |  |
| 17.                                                                 | «Sucker» (Live version, de Happiness Begins) | Tedder      | 3:01     |  |
| 52:00                                                               |                                              |             |          |  |

## Charts
| Chart (2019)   | Peak position |
| -------------- | ------------- |
| Irlanda (IRMA) | 70            |